# Maturazione di Ostwald

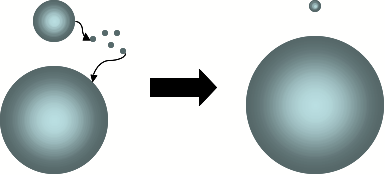
Meccanismo del fenomeno di maturazione di Ostwald

In un'emulsione, la maturazione di Ostwald è il fenomeno che consiste nella coalescenza delle gocce che costituiscono la fase dispersa. In altre parole, si ha una diminuzione del numero di gocce più piccole per favorire l'accrescimento delle gocce più grandi.
A seguito di tale fenomeno si assiste ad una diminuzione dell'area superficiale totale.
Tale meccanismo fu descritto per la prima volta da Wilhelm Ostwald nel 1896.
Il meccanismo è guidato dalla stabilità termodinamica, per cui particelle più grandi sono energeticamente più favorite di particelle più piccole a causa della grande tensione superficiale che caratterizza queste ultime. Infatti le molecole sulla superficie delle particelle sono energeticamente meno stabili di quelle all'interno. Questo si traduce nel fatto che le particelle più piccole, che hanno un rapporto superficie/volume più elevato rispetto a particelle grandi, avranno anche una maggiore tensione superficiale e quindi saranno più reattive. In soluzione le particelle più piccole tenderanno perciò a solubilizzarsi aumentando la concentrazione delle molecole libere in soluzione. Quando la concentrazione di molecole libere diventa supersatura, queste tenderanno a depositarsi sulla superficie delle particelle più grandi. Perciò tutte le molecole più piccole tenderanno a disgregarsi favorendo la crescita di quelle grandi, così da diminuire l'energia superficiale.